# Tajov
Tajov és un poble i municipi d'Eslovàquia que es troba a la regió de Banská Bystrica.

## Història
La primera menció escrita de la vila es remunta al 1495.

## Demografia
| Godina             | 1994 | 2004    | 2014    | 2024    |
| ------------------ | ---- | ------- | ------- | ------- |
| Nombre de persones | 391  | 504     | 598     | 661     |
| Diferència         |      | +28,90% | +18,65% | +10,53% |

| Godina             | 2023 | 2024   |
| ------------------ | ---- | ------ |
| Nombre de persones | 672  | 661    |
| Diferència         |      | −1,63% |